# Ardis Fagerholm
Ardis Hemezida Fagerholm (8 marzo 1971) è una cantante dominicense naturalizzata svedese.

## Biografia
Nata sull'isola caraibica di Dominica, Ardis Fagerholm si è trasferita in Svezia con la famiglia all'età di 13 anni. Nel 1992 ha firmato un contratto discografico con la Stockholm Records, che l'ha portata alla ribalta due anni dopo con l'album di debutto Love Addict. Il disco ha raggiunto la 7ª posizione della classifica svedese ed è stato certificato disco d'oro con oltre 50 000 copie vendute a livello nazionale, oltre a venire candidato per un premio Grammis al Miglior album pop/rock femminile. Ha inoltre prodotto il singolo di successo Shotgun, utilizzato come colonna sonora per il film Vendetta, che ha scalato la hit parade nazionale fino a raggiungere la 5ª posizione.
Nel settembre del 1996 Ardis ha pubblicato Dirty, il singolo apripista per il suo secondo album Woman, uscito il mese successivo. Il disco si è fermato alla 26ª posizione della classifica svedese. Nel 1998 la cantante ha pubblicato il suo ultimo singolo, No Man's Land, colonna sonora del film Hamilton, con il quale ha conquistato il suo quarto ingresso nella Sverigetopplistan al 24º posto.

## Discografia

### Album
- 1994 – Love Addict
- 1996 – Woman

### Singoli
- 1994 – Sweet as Candy
- 1994 – Prayer for Africa
- 1994 – Ain't Nobody's Business
- 1995 – Shotgun
- 1995 – Love Addict
- 1995 – Gimmi Love
- 1995 – Original Sin
- 1996 – Dirty
- 1996 – Woman to Woman
- 1997 – Get Away from Me
- 1998 – No Man's Land